# Caddella africana
Caddella africana is een hooiwagen uit de familie Caddidae. De wetenschappelijke naam van Caddella africana gaat terug op Lawrence.